# Euphorbia magnifica
Euphorbia magnifica är en törelväxtart som först beskrevs av Eileen Adelaide Bruce, och fick sitt nu gällande namn av Peter Vincent Bruyns. Euphorbia magnifica ingår i släktet törlar, och familjen törelväxter.
Artens utbredningsområde är Tanzania. Inga underarter finns listade i Catalogue of Life.

## Bildgalleri

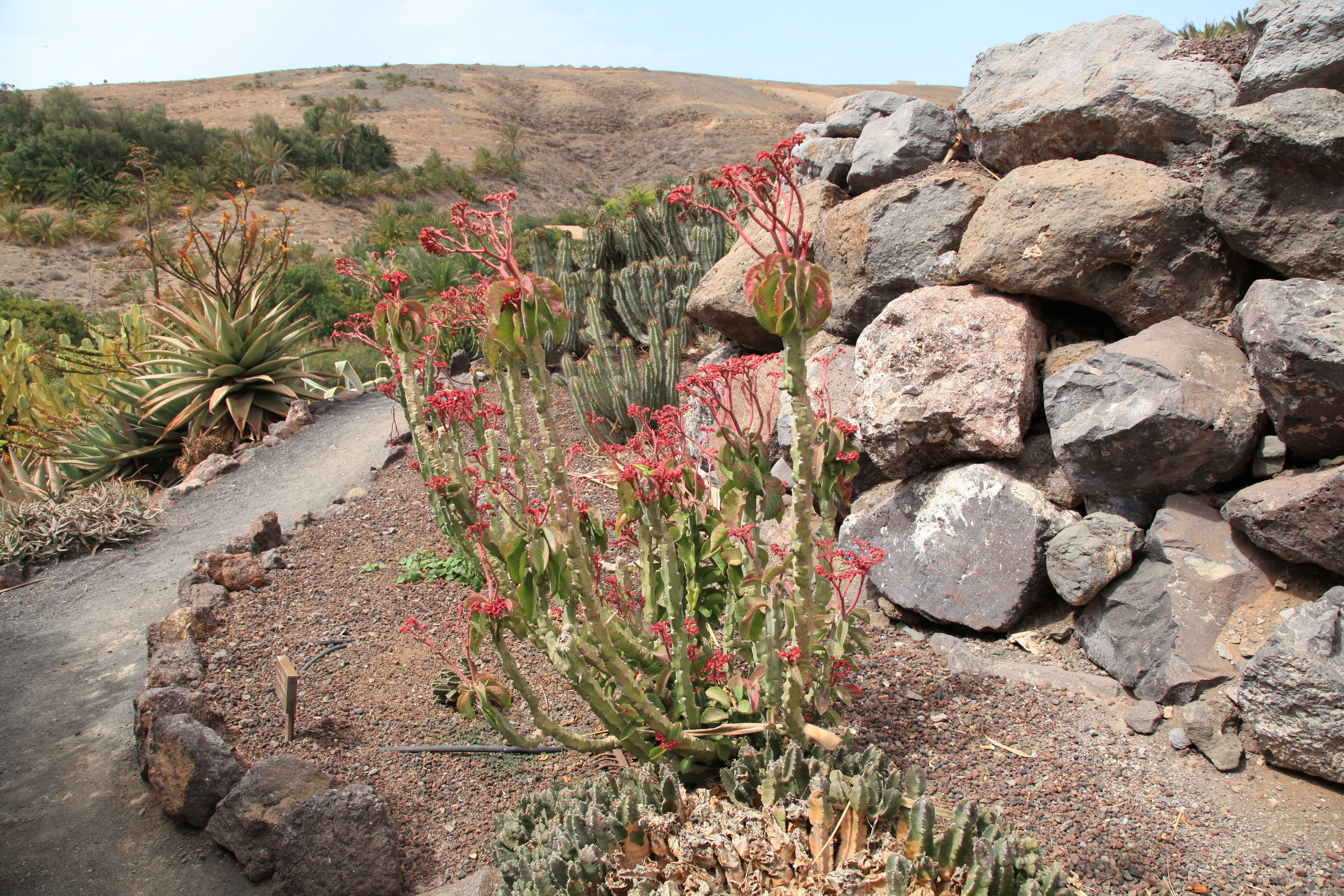
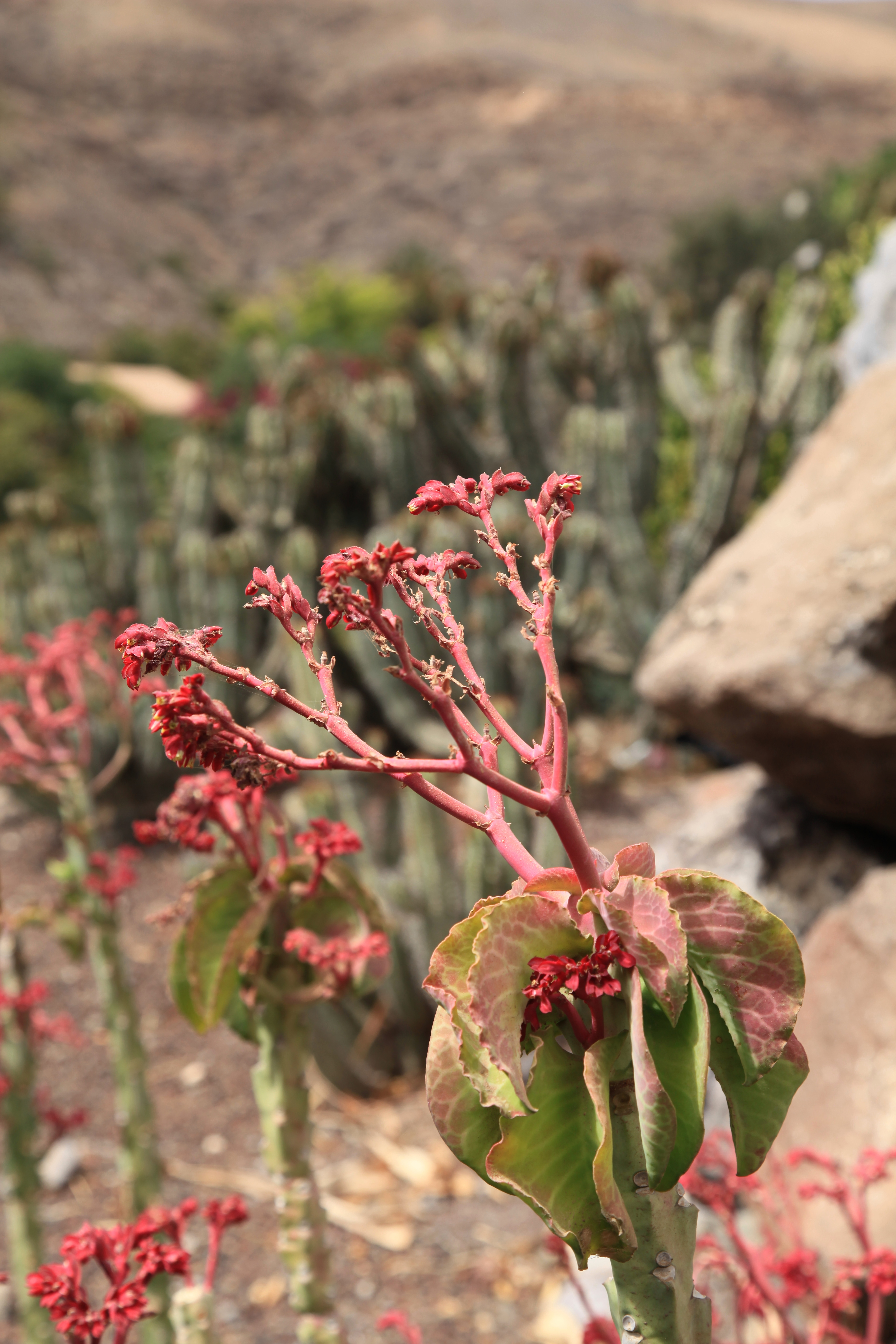